# تپه کل تپه
تپه کل تپه مربوط به دوره اشکانیان - دوره ساسانیان است و در شهرستان کوثر، بخش مرکزی، دهستان سنجبد شمالی، روستای مرشت واقع شده و این اثر در تاریخ ۲۶ اسفند ۱۳۸۷ با شمارهٔ ثبت ۲۵۷۸۱ به‌عنوان یکی از آثار ملی ایران به ثبت رسیده است.